# Acalypha rupestris
Acalypha rupestris é uma espécie de flor do gênero Acalypha, pertencente à família Euphorbiaceae.